# Steve Trumbo
Esteban Dale Trumbo, detto Steve (Los Angeles, 20 maggio 1960), è un ex cestista e allenatore di pallacanestro statunitense naturalizzato spagnolo.

## Carriera
Venne selezionato dagli Utah Jazz al terzo giro del Draft NBA 1982 (49ª scelta assoluta).

## Palmarès
- Campionato spagnolo: 4

Barcellona: 1986-87, 1987-88, 1988-89, 1989-90
- Copa del Rey: 1

Barcellona: 1987, 1988, 1991
- Supercoppa spagnola: 1

Barcellona: 1987
- Copa Príncipe de Asturias: 1

Barcellona: 1988
- Liga catalana: 1

Barcellona: 1989
- Coppa delle Coppe: 1

Barcellona: 1985-86
- Coppa Korać: 1

Barcellona: 1986-87
- Supercoppa europea: 1

Barcellona: 1986